# Gerichtsbezirk Thalgau

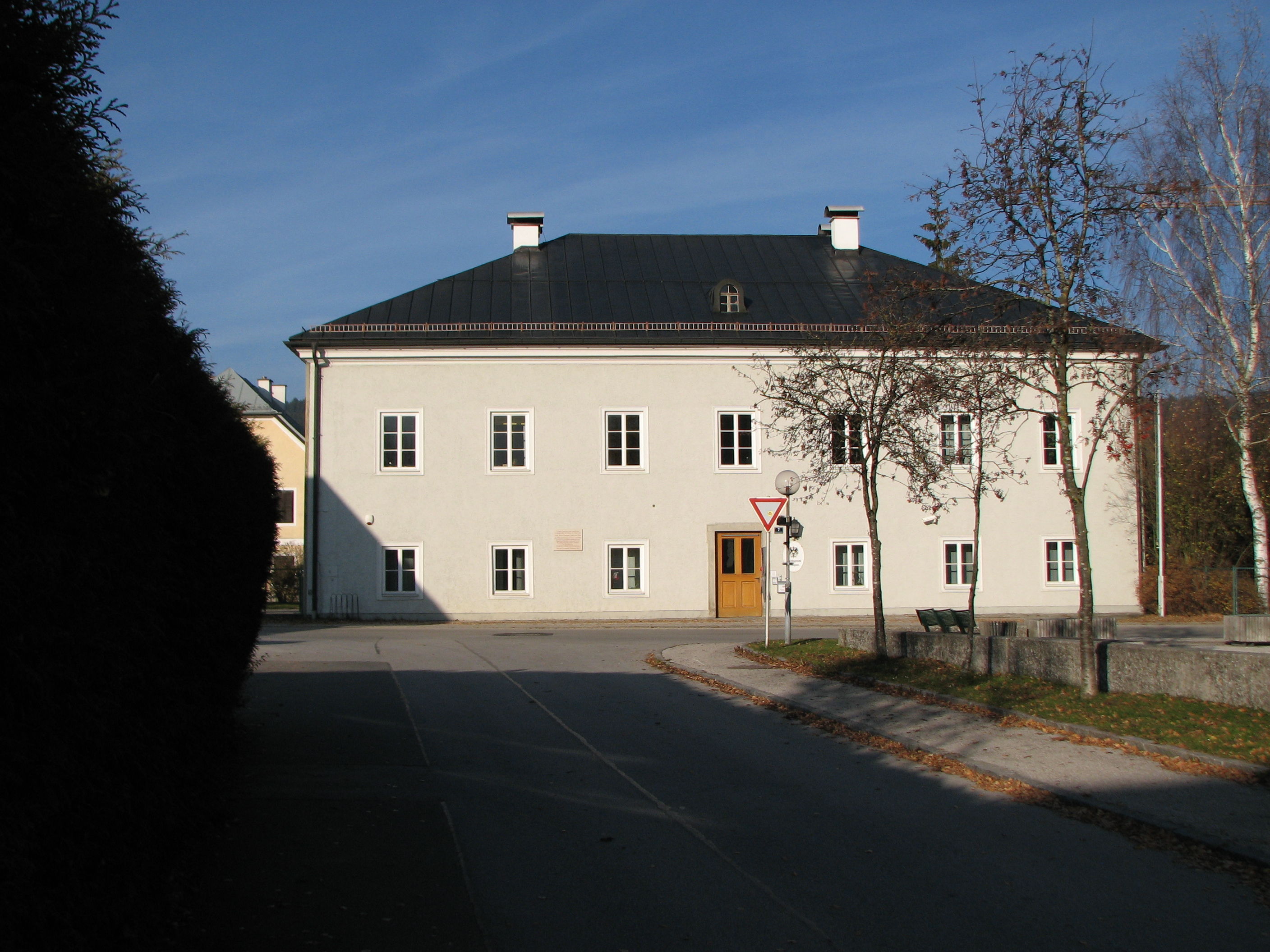
Bezirksgericht Thalgau

Der Gerichtsbezirk Thalgau war ein dem Bezirksgericht Thalgau unterstehender Gerichtsbezirk im Bundesland Salzburg. Er umfasste zuletzt den südöstlichen Teil des Bezirks Salzburg-Umgebung.

## Geschichte
Der Gerichtsbezirk Thalgau wurde gemeinsam mit 23 anderen Gerichtsbezirke in Salzburg durch einen Erlass des k.k. Oberlandesgerichtes Linz am 4. Juli 1850 geschaffen und umfasste ursprünglich die 16 Steuergemeinden Anger, Ebenau, Egg, Enzersberg, Faistenau, Fuschl, Gitzen, Hintersee, Hof, Lämmerbach, Lidaun, Thalgau, Thalgauberg, Tiefbrunau, Vodersee und Vorderschrofenau.
Der Gerichtsbezirk bildete im Zuge der Trennung der politischen von der judikativen Verwaltung
ab 1868 gemeinsam mit den Gerichtsbezirken Abtenau, Golling, Hallein, Mattsee, Neumarkt, Oberndorf, Salzburg und Sankt Gilgen den Bezirk Salzburg.
Durch Gemeindezusammenlegungen reduzierte sich die Zahl der Gemeinden bis zur zweiten Hälfte des 20. Jahrhunderts auf die vier Gemeinden Faistenau, Hintersee, Hof bei Salzburg und Thalgau.
Durch die 2002 beschlossene „Bezirksgerichte-Verordnung Salzburg“ erfuhr der Gerichtsbezirk Thalgau per 1. Jänner 2003 eine Erweiterung um die drei Gemeinden Fuschl am See, Sankt Gilgen und Strobl des aufgelösten Gerichtsbezirks Sankt Gilgen sowie um die vier Gemeinden Ebenau, Eugendorf, Koppl und Plainfeld, die vom neu geordneten Gerichtsbezirk Salzburg an Thalgau fielen.
Mit 1. März 2023 wurden die bisherigen Bezirksgerichtssprengel Neumarkt, Oberndorf und Thalgau aufgelöst und zum Gerichtsbezirk Seekirchen am Wallersee zusammengefasst.

## Gerichtssprengel
Der Gerichtssprengel von Thalgau umfasste zum Zeitpunkt seiner Auflösung mit den elf Gemeinden Ebenau, Eugendorf, Faistenau, Fuschl am See, Hintersee, Hof bei Salzburg, Koppl, Plainfeld, Sankt Gilgen, Strobl und Thalgau den südöstlichen Bereich des Bezirks Salzburg-Umgebung.